# بهنو
بهنو ، هي ملكة مصرية قديمة غير حاكمة أو زوجة ملك من الأسرة السادسة ، و يعتقد أنها كانت زوجة إما بيبي الأول أو بيبي الثاني.

## اكتشاف هرمها
تم اكتشاف بقايا هرمها لأول مرة في عام 2007 ، و تم العثور على رأس محفوظ جيداً من تمثال صغير للملكة في بقايا معبدها الجنائزي. انها تقيس 7.5 سم ولها عيون محتفظة بألوانها الأصلية، ونشرت أخبار اكتشاف غرفة الدفن في مارس 2010. و تم اكتشاف المجمع الجنائزي الخاص بها في محيط هرم الملك بيبي الثاني، و يعتقد أنها كانت على الأرجح زوجة هذا الملك، ولكن لم يتم الكشف عن أي نقش من شأنه أن يربطها به بشكل قاطع.
و تم الكشف عن مجموعة من نصوص الأهرام في غرفة الدفن، وهذه ليست سوى المرة الثانية المعروفة من وجود هذه النصوص الدينية القديمة في غرفة دفن ملكة وليس الملك وحده، الملكة الأخرى التي نقش في قبرها هذا النص الديني الهام هي إيبوت الثانية زوجة الملك بيبي الثاني.